# Série de championnat de la Ligue nationale de baseball 1995
La Série de championnat de la Ligue nationale de baseball 1995 était la série finale de la Ligue nationale de baseball, dont l'issue a déterminé le représentant de cette ligue à la Série mondiale 1995, la grande finale des Ligues majeures.
Cette série quatre de sept a débuté le mardi 10 octobre 1995 et s'est terminée le samedi 14 octobre par une victoire des Braves d'Atlanta, quatre victoires contre zéro sur les Reds de Cincinnati. 

## Équipes en présence

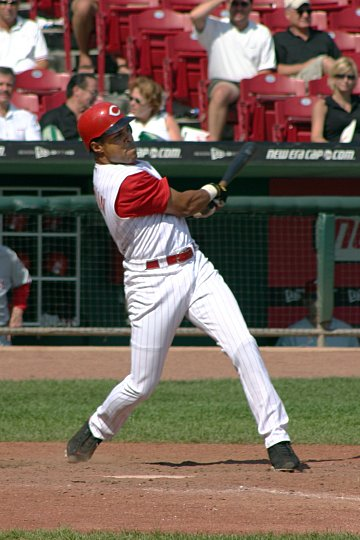
Barry Larkin.

Les Braves d'Atlanta remportent en 1995 le championnat de la division Est de la Ligue nationale avec 90 victoires contre 54 défaites, une spectaculaire avance de 21 parties sur les Mets de New York et les Phillies de Philadelphie, qui terminent à égalité au second rang avec des fiches déficitaires de 69-75. Il s'agit pour Atlanta du quatrième championnat de division consécutif dans leur série record de 14, en excluant la saison 1994, annulée en raison d'une grève des joueurs et durant laquelle les Braves accusaient un retard sur les meneurs, les Expos de Montréal, lorsque la saison prit fin en août. Il s'agit aussi du premier championnat des Braves dans la division Est, après avoir déménagé la saison précédente de la section Ouest, où ils évoluaient depuis leur arrivée dans le baseball majeur.
En Série de division de la Ligue nationale, les Braves l'emportent 3 victoires à une sur les Rockies du Colorado, qualifiés pour les séries éliminatoires comme meilleurs deuxièmes avec 77 victoires et 67 défaites pendant la saison.
Avec 89 gains contre 59 revers en saison régulière, les Reds de Cincinnati, qui comptent sur le joueur par excellence de la saison 1995, Barry Larkin, remportent le titre de la division Centrale. C'est leur premier titre de cette section depuis le réaménagement des divisions en 1994. En Série de divisions, ils balaient les Dodgers de Los Angeles, champions de l'Ouest avec une fiche de 78-66, en trois matchs consécutifs.

## Déroulement de la série

### Calendrier des rencontres
| Match | Date       | Visiteur           | Hôte               | Score              |
| ----- | ---------- | ------------------ | ------------------ | ------------------ |
| 1     | 10 octobre | Braves d'Atlanta   | Reds de Cincinnati | 2 - 1 (11 manches) |
| 2     | 11 octobre | Braves d'Atlanta   | Reds de Cincinnati | 6 - 2 (10 manches) |
| 3     | 13 octobre | Reds de Cincinnati | Braves d'Atlanta   | 2 - 5              |
| 4     | 14 octobre | Reds de Cincinnati | Braves d'Atlanta   | 0 - 6              |

### Match 1
Mardi 10 octobre 1995 au Riverfront Stadium, Cincinnati, Ohio.
| Braves d'Atlanta | 0 | 0 | 1 | 1 | 0 | 0 | 0 | 0 | 1 | 0 | 1 | 2 | 7 | 0 |
| Reds de Cincinnati | 0 | 0 | 0 | 1 | 0 | 0 | 0 | 0 | 0 | 0 | 0 | 1 | 8 | 0 |
| Lanceurs partants : ATL : Tom Glavine CIN : Pete Schourek Vic. : Mark Wohlers (1-0) Déf. : Mike Jackson (0-1) Sauv. : Greg McMichael (1) |   |   |   |   |   |   |   |   |   |   |   |   |   |   |

### Match 2
Mercredi 11 octobre 1995 au Riverfront Stadium, Cincinnati, Ohio.
| Braves d'Atlanta | 1 | 0 | 0 | 1 | 0 | 0 | 0 | 0 | 0 | 4 | 6 | 11 | 1 |
| Reds de Cincinnati | 0 | 0 | 0 | 0 | 2 | 0 | 0 | 0 | 0 | 0 | 2 | 9  | 1 |
| Lanceurs partants : ATL : John Smoltz CIN : John Smiley Vic. : Greg McMichael (1-0) Déf. : Mark Portugal (0-1) HRs : ATL : Javy Lopez (1) |   |   |   |   |   |   |   |   |   |   |   |    |   |

### Match 3
Vendredi 13 octobre 1995 au Fulton County Stadium, Atlanta, Géorgie.
| Reds de Cincinnati | 0 | 0 | 0 | 0 | 0 | 0 | 0 | 1 | 1 | 2 | 8  | 0 |
| Braves d'Atlanta | 0 | 0 | 0 | 0 | 0 | 3 | 2 | 0 | X | 5 | 12 | 1 |
| Lanceurs partants : CIN : David Wells ATL : Greg Maddux Vic. : Greg Maddux (1-0) Déf. : David Wells (0-1) Sauv. : Mark Wohlers (1) HRs: ATL : Charlie O'Brien (1), Chipper Jones (1) |   |   |   |   |   |   |   |   |   |   |    |   |

### Match 4
Samedi 14 octobre 1995 au Fulton County Stadium, Atlanta, Géorgie.
| Reds de Cincinnati | 0 | 0 | 0 | 0 | 0 | 0 | 0 | 0 | 0 | 0 | 3  | 1 |
| Braves d'Atlanta | 0 | 0 | 1 | 0 | 0 | 0 | 5 | 0 | X | 6 | 12 | 1 |
| Lanceurs partants : CIN : Pete Schourek ATL : Steve Avery Vic. : Steve Avery (1-0) Déf. : Pete Schourek (0-1) HRs: ATL : Mike Devereaux (1) |   |   |   |   |   |   |   |   |   |   |    |   |

## Joueur par excellence
Le voltigeur des Braves d'Atlanta, Mike Devereaux, est nommé joueur par excellence de la Série de championnat. Il maintient une moyenne au bâton de ,308 avec quatre coups sûrs et cinq points produits en quatre parties face aux Reds. C'est lui qui dans le second affrontement à Cincinnati donne la victoire aux Braves en dixième manche avec un simple faisant marquer Fred McGriff. Il ajoute un double bon pour un point dans le troisième match avant de claquer un coup de circuit de trois points dans la dernière partie de la série.